# Керекедьхаза
Керекедьхаза (угор. Kerekegyháza) — місто в медье Бач-Кішкун в Угорщині. Місто займає площу 81,28 км², на якій проживає 6165 жителів.
| Угорщина | Це незавершена стаття з географії Угорщини. Ви можете допомогти проєкту, виправивши або дописавши її. |